# ズヴェズダ (ISS)

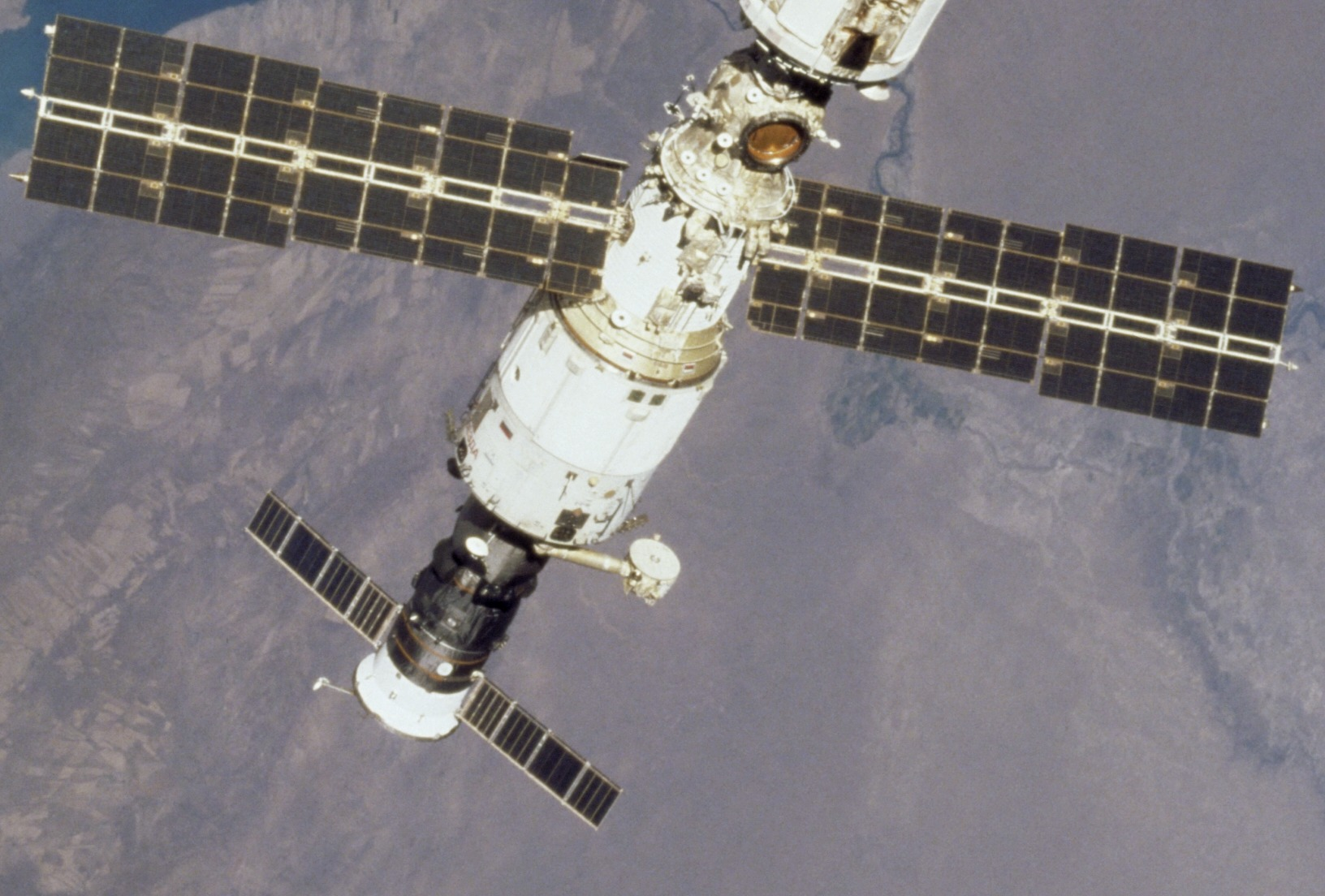
STS-106で撮影されたズヴェズダ・サービス・モジュール。後部にプログレス補給船がドッキングしている

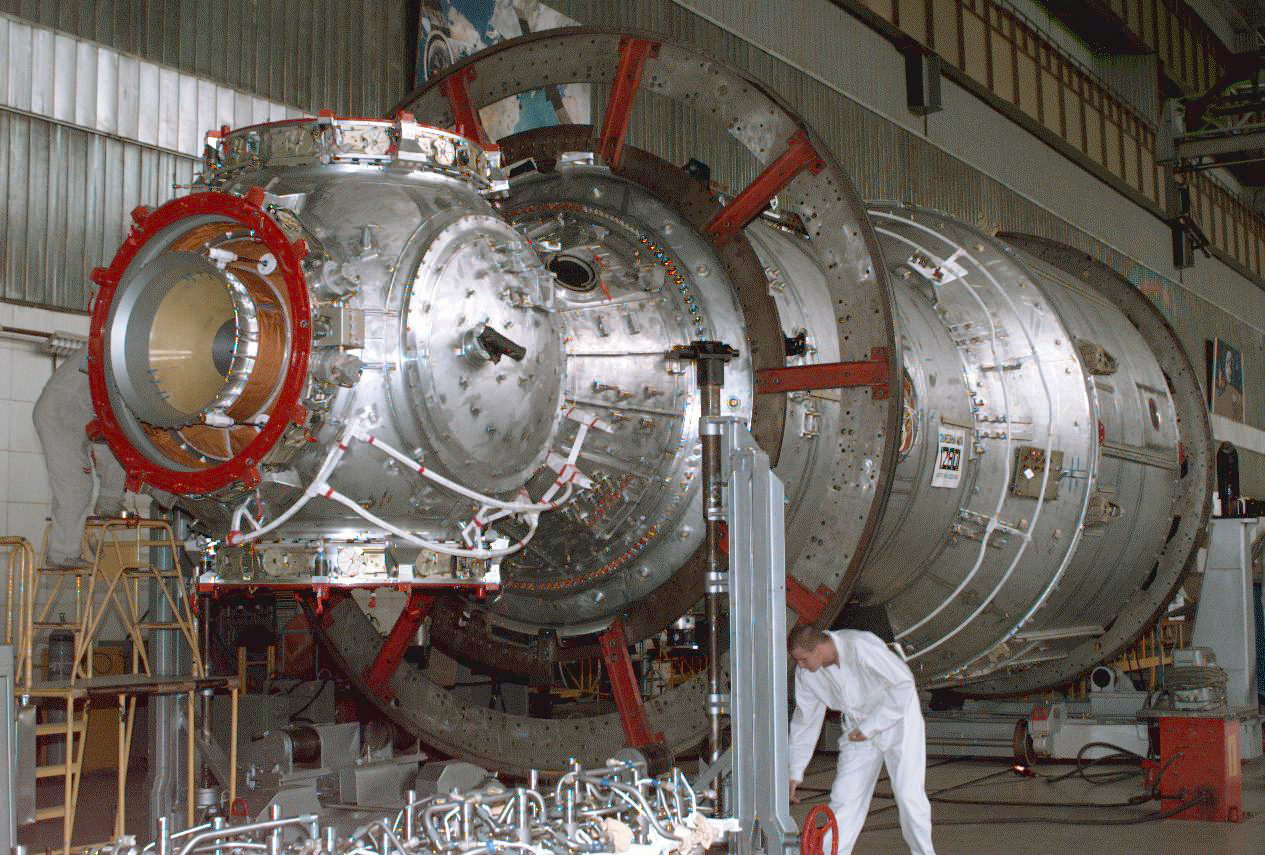
建造中のズヴェズダ・サービス・モジュール

ズヴェズダ（ Zvezda; ロシア語: Звезда; 「星」を意味する）は、国際宇宙ステーション (ISS) を構成するモジュールの一つである。ズヴェズダ・サービス・モジュールとも呼ばれる。ズヴェズダは3番目に打ち上げられたモジュールで、2人の乗員の居住空間や生命維持装置などの機能があり、ISS のロシア部分の構造的・機能的な中心となっている。
ズヴェズダを建造したのはRKKエネルギアで、ピアースを除いて現時点では唯一のロシア資金で建造されたモジュールである（ザーリャはロシアの建造だが、アメリカが資金提供し所有している）。

## 起源
ズヴェズダの基本的な構造枠組み（ DOS-8 として知られている）は、当初は宇宙ステーションミール2の中核部として1980年代中ごろに建造された。これは、宇宙ステーションミールの中核モジュール（DOS-7）とズヴェズダが同じレイアウトであることを意味している。事実ズヴェズダは、工場ではしばらくの間「ミール2」と呼ばれていた。ゆえにこのデザイン系統は、初代の宇宙ステーションサリュートにまで遡ることができる。立体骨組は1985年2月に完成し、内部の主な機器は1986年10月までに設置された。

## 構造
ズヴェズダは、（後方から順に説明すると）ドッキング・ポートが1つある円筒形の「移送チャンバ (Transfer Chamber) 」、移送チャンバの周りにある非与圧の「組立区画 (Assembly Compartment) 」、乗員が作業し居住する円筒形の「作業区画 (Work Compartment) 」、ドッキング・ポートが3つある球形の「移送区画 (Transfer Compartment) 」からなる。
移送チャンバには、ソユーズ宇宙船、プログレス補給船、欧州補給機とのドッキングに使われるドッキング機構がある。
組立区画には、スラスタやアンテナや推進剤タンクなどの外部設備が装備されている。
移送区画はザーリャモジュールに接続し、残りのドッキング・ポートには科学電力プラットフォーム (SPP) と汎用ドッキングモジュール (UDM) が接続されることになっていた。現在は、下のポートにはロシアのドッキング室ピアースが接続され、もう一方の上側のポートには2009年11月にミニ・リサーチ・モジュール2(MRM-2)がドッキングする。この移送区画は、エアロックとして使うこともでき、ピアースとMRM-2の到着準備のために過去に2回の船内EVA（この区画内を減圧し、宇宙服を着たクルーが作業を実施）が行われている。
作業区画には2人の宇宙飛行士用の寝室(個室)、NASA から提供されたトレーニング用のトレッドミル「TVIS」（ランニングマシーン）とエアロバイク「Velo」、トイレなどの衛生施設や調理設備、飲料水供給設備がある。誘導や航法用に使われるロシアのコンピュータも搭載されている。合計で14個の窓があり、前方の移送区画に直径9インチの窓が3つ、作業区画に16インチの窓が1つ、各個室に1つずつ、などである。また、廃水や空気中の水蒸気を凝縮して得られた水を電気分解して酸素を生成するエレクトロンシステムも搭載されている。副生成物となる水素は船外に投棄され、酸素は呼吸に使われる。凝縮水は再処理する事で飲むこともできる。
エレクトロンシステムはメンテナンス作業が重要で何度か故障したこともあり、故障が長時間に及んだ時には固体燃料酸素発生装置 (Solid Fuel Oxygen Generation) キャニスター（一般には「酸素発生キャンドル」と呼ばれ、ミールの火災原因にもなった）を使わねばならなくなった。船内の空気から二酸化炭素を除去するヴォズドゥフ (Vozdukh) システムも含まれている。ズヴェズダは著しい騒音が問題となっており、船内では乗員が耳栓をしているのがよく見られる。このため、防音設備を順次運んで設置したため、当初よりは騒音レベルは下がった。
これらの居住空間やシステムは、将来の ISS 構成要素で補完されるか置き換えられることになっていたが、居住空間に関してはアメリカの居住モジュールがキャンセルされたため、組立が完成してもロシア人クルーの居住の為の設備はズヴェズダが担う。
ズヴェズダには16基の小型スラスタと、2基の推進用大型スラスタ、8基のバッテリーが装備されている。2基の推進用大型スラスタを使って ISS の高度を上げることができ、2007年4月25日に実施された。2000年にズヴェズダが到着して以来、このエンジンを噴射したのはこれが初めてであった。

## ISS への接続

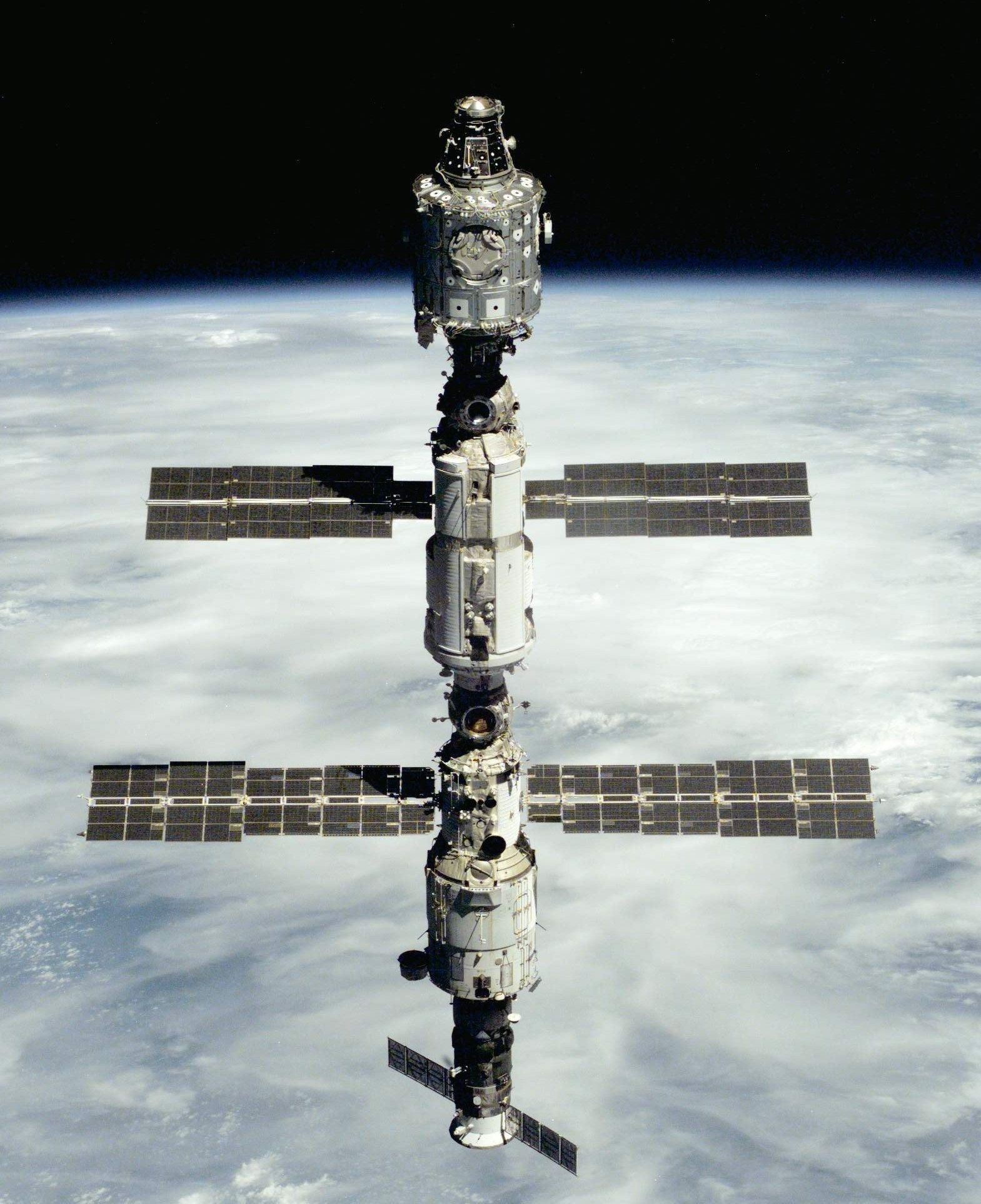
上からユニティ、ザーリャ、ズヴェズダ、プログレス補給船 (2000年9月)

ズヴェズダは2000年7月12日にプロトンロケットで打ち上げられた。打ち上げに使われたロケットには、初の宇宙広告 (Space advertising) の一つであるファーストフードチェーン・ピザハットのロゴが描かれていて、同社はこの広告に100万ドルを支払った。
2000年7月26日に、ザーリャの後部へズヴェズダがドッキングし、 ISS で3番目の構成要素となった（ザーリャへはアメリカのユニティモジュールが接続済みであった）。7月中には、ザーリャのコンピュータからズヴェズダのコンピュータへ ISS の指揮機能が引き渡された。
2000年9月11日にスペースシャトル STS-106 が軌道上に到着し、エド・ルーとユーリ・マレンチェンコの両飛行士が6時間14分の船外活動 (EVA) を行ない、電力線を4本、ビデオケーブルとデータケーブルを4本、光ファイバーテレメトリーケーブルを1本、ズヴェズダとザーリャ間で合計9本のケーブルをつなぎズヴェズダとザーリャの最終的な接続が完了した。翌日の9月12日午前12時20分 CDTには、STS-106乗組員が初めてズヴェズダの内部に入った。
ズヴェズダの接続で初期段階の居住空間、生命維持装置、通信システム、電力供給、データ処理システム、飛行管制システム、推進システムが提供された。これによりISSでの長期滞在が可能になり第1次長期滞在クルー3名がソユーズ宇宙船でISSへ向かい2000年11月2日にドッキングし恒久滞在がスタートした。

## 打ち上げ時のリスク
ロシアの財政問題により、ズヴェズダはバックアップも保険も無しで打ち上げられた。そのリスクのため、打ち上げが大幅に遅れたり打ち上げに失敗した場合に備えて、NASA は暫定制御モジュール (ICM) を建造した。しかしサービス・モジュール無しでは、乗員が恒久的に ISS へ滞在できるようになるためには、さらにもう何回かの飛行が必要となる。

## 仕様
- 全長 : 13.1m
- 最大径 : 4.15m
- 質量 : 19,050kg
- 太陽電池パネルの全幅 : 29.72m
- 電力系統 : 太陽電池